# Puy-Saint-Pierre
Puy-Saint-Pierre è un comune francese di 532 abitanti situato nel dipartimento delle Alte Alpi della regione della Provenza-Alpi-Costa Azzurra.

## Società

### Evoluzione demografica
Abitanti censiti